# Baryphas micheli
Baryphas micheli är en spindelart som beskrevs av Berland, Millot 1941. Baryphas micheli ingår i släktet Baryphas och familjen hoppspindlar. Inga underarter finns listade.